# Live at the Whisky a-Go-Go 1969
Live at the Whisky a-Go-Go 1969 är rockgruppen Alice Coopers första konsertskiva. Albumet släpptes 1969, samma år som debutalbumet Pretties for You. Det spelades in på klubben Whisky a Go Go i Hollywood, Kalifornien.

## Låtlista
1. "No Longer Umpire" - 2:42
2. "Today Mueller" - 2:00
3. "10 Minutes Before the Worm" - 1:55
4. "Levity Ball" - 4:18
5. "Nobody Likes Me" - 4:19
6. "B.B. On Mars" - 1:34
7. "Swing Low, Sweet Cheerio" - 5:23
8. "Changing Arranging" - 3:27